# Alter Friedhof (Worms-Pfeddersheim)

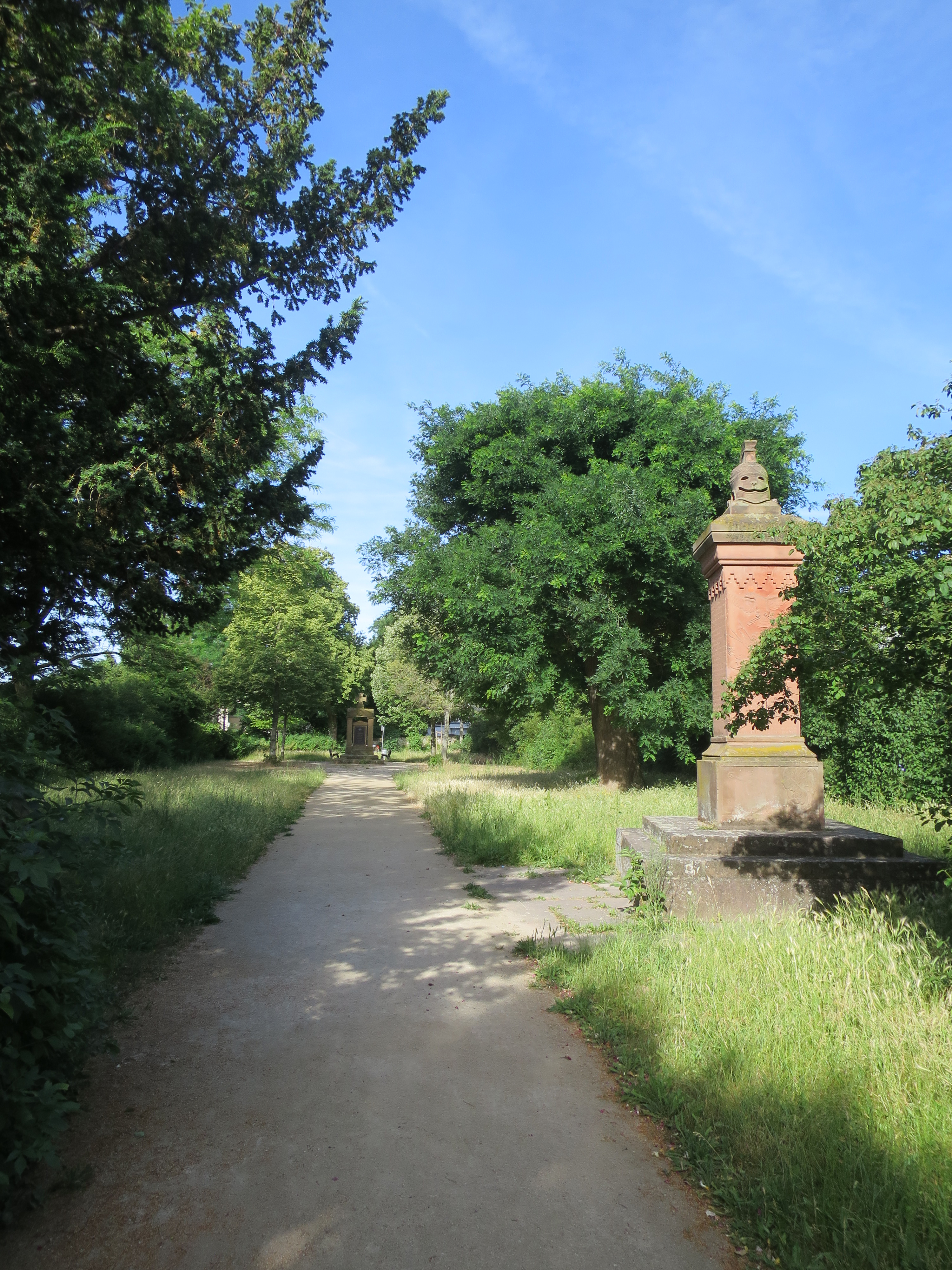
Hauptachse des Alten Friedhofs; rechts: Veteranendenkmal der napoleonischen Kriege, im Fluchtpunkt: Denkmal zum Ersten Weltkrieg

Der Alte Friedhof in Worms-Pfeddersheim wird als solcher nicht mehr genutzt und ist heute eine innerstädtische Grünanlage.

## Geografische Lage
Der Alte Friedhof liegt unmittelbar westlich der Simultankirche Worms-Pfeddersheim, nur durch die Jochen-Klepper-Straße getrennt, innerhalb des spätmittelalterlichen / frühneuzeitlichen Mauerrings. Er wird heute neben der Jochen-Klepper-Straße im Osten von der Straße Cästrich im Norden und der Martin-Luther-Straße im Westen begrenzt. Im Süden schließen sich Privatgrundstücke an.

## Geschichte

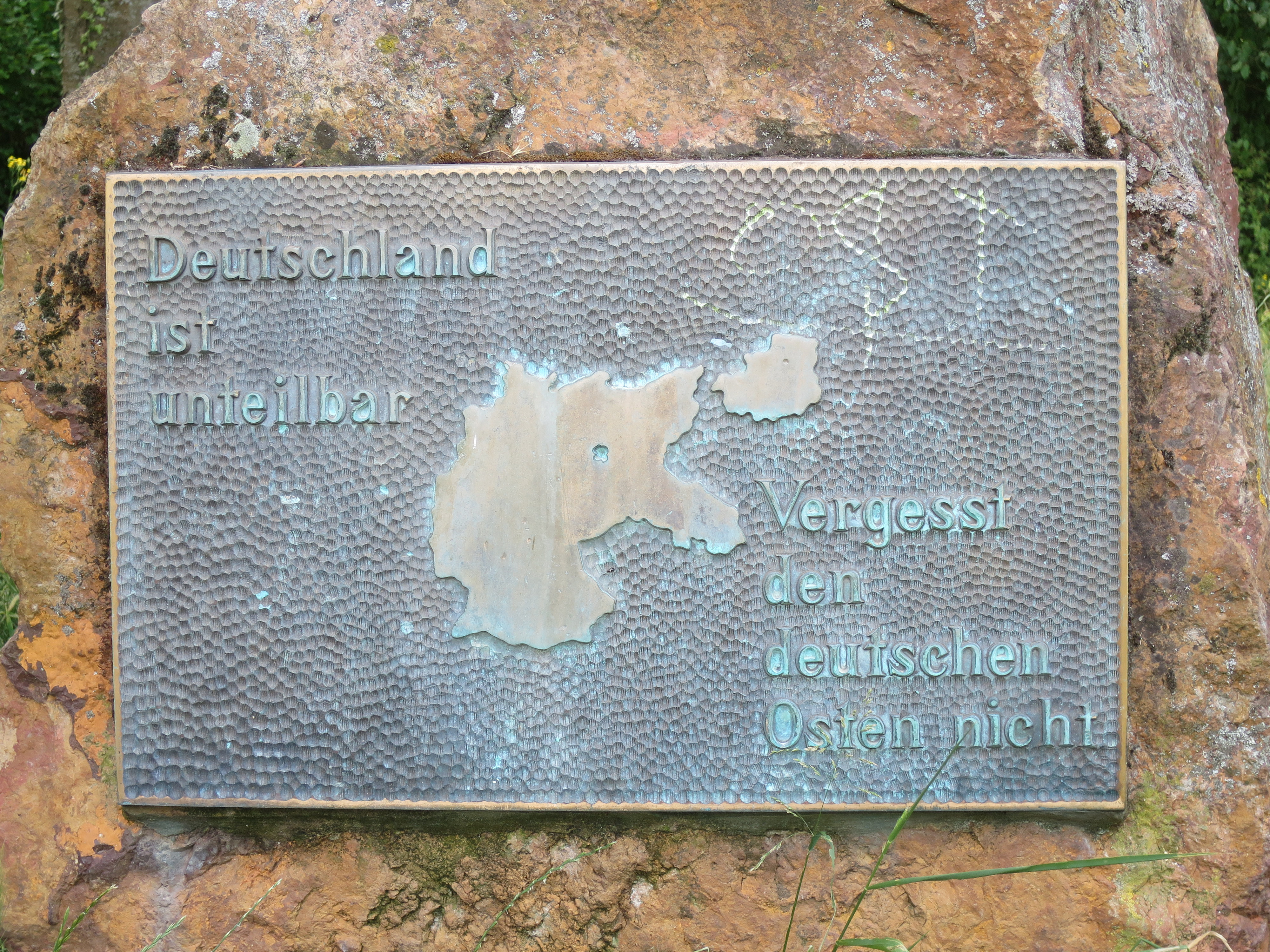
Gedenktafel für die „deutschen“ Ostgebiete

Der Friedhof wurde als christlicher Friedhof in der Frühen Neuzeit angelegt und bis zur Wende des 18. zum 19. Jahrhundert genutzt. Die Grabsteine wurden zum Teil in und an die benachbarte Kirche transloziert, zum Teil auch zerschlagen und daraus die Mauer zur Straße Cästrich errichtet.
Ab der Mitte des 19. Jahrhunderts wurde der ehemalige Friedhof zunehmend zur öffentlichen Grünanlage und zeitgemäß mit öffentlichen Denkmälern ausgestattet. Davon sind heute erhalten:
- Denkmal für die Veteranen der napoleonischen Kriege von 1847.[2]
- Denkmal für die im Ersten Weltkrieg gefallenen Männer aus Pfeddersheim aus der Zeit unmittelbar nach 1918. Die Inschriftentafeln wurden später abgenommen und fanden einen neuen Platz in der Trauerhalle des neuen Friedhofs von Worms-Pfeddersheim.[3]
- Gedenkstein für die Deutschen Ostgebiete, wohl aus den 1950er Jahren.

Der östliche Abschnitt der Grünanlage ist heute ein Kinderspielplatz.
Der Alte Friedhof ist ein Kulturdenkmal aufgrund des Denkmalschutzgesetzes von Rheinland-Pfalz.